# Goh Jin Wei

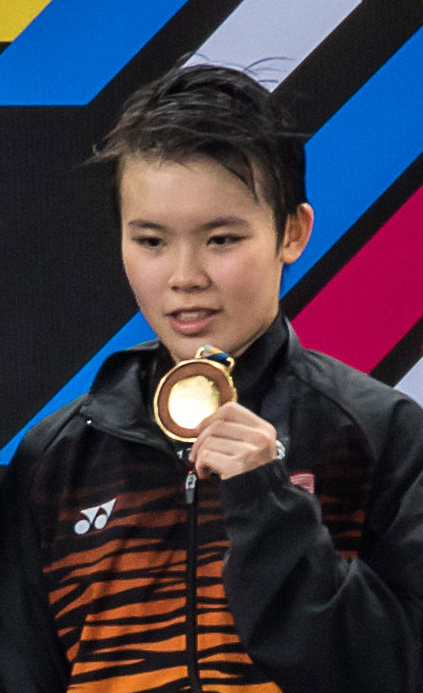
Goh bei den Südostasienspielen 2017

Goh Jin Wei (chinesisch 吳堇溦, Pinyin Wú Jǐnwēi; * 30. Januar 2000 in Bukit Mertajam, Penang) ist eine malaysische Badmintonspielerin.

## Karriere
Goh begann im Alter von sechs Jahren Badminton zu spielen und wurde mit 13 in die malaysische Nationalmannschaft aufgenommen. 2015 war sie die erste Badmintonspielerin aus Malaysia, die Juniorenweltmeisterin im Dameneinzel werden konnte, nachdem sie bei den Juniorenasienmeisterschaften und Südostasienspielen bereits auf dem Podium stand. Im selben Jahr war Goh erstmals auch bei internationalen Turnieren im Erwachsenenbereich erfolgreich und gewann die Titel bei den Belgian International und der Vietnam International Series. Für ihre Leistungen im Jahr 2015 wurde sie von der Vereinigung malaysischer Sportjournalisten zur besten Jugendsportlerin des Jahres gewählt. Im Folgejahr siegte Goh bei den Orléans International 2016 und zog bei den prestigeträchtigen Indonesian Masters ins Finale ein, sodass sie am Jahresende die in der Weltrangliste höchstplatzierte Spielerin ihres Landes war. Mit der Nachwuchsnationalmannschaft verlor sie bei den Mannschaftsjuniorenweltmeisterschaften das Endspiel gegen die chinesische Auswahl. 2017 wurde Goh bei dem in ihrem Heimatland stattfindenden Turnier Südostasienmeisterin. Neben zwei weiteren Finalteilnahmen bei internationalen Wettkämpfen erspielte sie bei der Juniorenweltmeisterschaft die Bronzemedaille und lag mit der Nationalmannschaft bei drei überregionalen Meisterschaften unter den besten Drei. In ihrem letzten Jahr als Jugendspielerin holte Goh ihren zweiten Titel bei der Juniorenweltmeisterschaft und gewann die Goldmedaille bei den Olympischen Jugend-Sommerspielen 2018 in Buenos Aires. Bei den Asiatischen Mannschaftsmeisterschaften 2020 erreichte sie das Podium. Nach einer Operation am Darm im Jahr 2019 verpasste Goh die Qualifikation für die Olympischen Sommerspiele 2020 in Tokio. Der zweite Platz bei den Spanish International 2021 war vorerst ihr letzter internationaler Auftritt. Da Goh sich nicht vollständig von der Operation erholen konnte, gab die malaysische Hoffnungsträgerin im September 2021 bekannt, dass sie ihre Spielerkarriere beenden wird.
2022 fing Goh wieder an professionell Badminton zu spielen. Weil sie sich wegen ihres Gesundheitszustands nicht an die Anforderungen des malaysischen Nationalverbands binden wollte, unterzeichnete sie bei einem Verein einen Vertrag, um als unabhängige Athletin antreten zu können. Nachdem die Badminton Association of Malaysia sie ursprünglich in der Folge für zwei Jahre von nationalen und internationalen Wettkämpfen sperren wollte, wurde die Sperre nach einem Antrag von Goh wieder aufgehoben. Im April gab sie bei den Korea Open 2022 ihr Comeback und erreichte das Viertelfinale. Bei den Commonwealth Games in Birmingham erspielte Goh im Mannschaftswettbewerb die Goldmedaille.

## Sportliche Erfolge
| Jahr | Veranstaltung                       | Platz | Disziplin   |
| ---- | ----------------------------------- | ----- | ----------- |
| 2015 | Juniorenweltmeisterschaft 2015      | 1.    | Dameneinzel |
| 2015 | Juniorenasienmeisterschaft 2015     | 3.    | Dameneinzel |
| 2015 | Südostasienspiele 2015              | 3.    | Dameneinzel |
| 2015 | Südostasienspiele 2015              | 2.    | Mannschaft  |
| 2015 | Belgian International 2015          | 1.    | Dameneinzel |
| 2015 | Vietnam International Series 2015   | 1.    | Dameneinzel |
| 2016 | Juniorenweltmeisterschaft 2016      | 2.    | Mannschaft  |
| 2016 | Orléans International 2016          | 1.    | Dameneinzel |
| 2016 | Indonesian Masters 2016             | 2.    | Dameneinzel |
| 2017 | Juniorenasienmeisterschaft 2017     | 3.    | Dameneinzel |
| 2017 | Juniorenasienmeisterschaft 2017     | 2.    | Mannschaft  |
| 2017 | Juniorenasienmeisterschaft 2017     | 3.    | Mannschaft  |
| 2017 | Südostasienspiele 2017              | 1.    | Dameneinzel |
| 2017 | Südostasienspiele 2017              | 2.    | Mannschaft  |
| 2017 | Chinese Taipei Open 2017            | 2.    | Dameneinzel |
| 2017 | Singapur International 2017         | 2.    | Dameneinzel |
| 2018 | Juniorenweltmeisterschaft 2018      | 1.    | Dameneinzel |
| 2018 | Olympische Jugend-Sommerspiele 2018 | 1.    | Dameneinzel |
| 2020 | Asienmeisterschaft 2020             | 3.    | Mannschaft  |
| 2021 | Spanish International 2021          | 2.    | Dameneinzel |
| 2022 | Commonwealth Games 2022             | 1.    | Mannschaft  |
| 2022 | Vietnam Open 2022                   | 2.    | Dameneinzel |